# 望廈社屋
望廈平民新邨（葡萄牙語：Bairro Social de Mong-Há），又稱望廈新邨，但重建後則統一稱為望廈社屋（葡萄牙語：Habitação Social de Mong Há），望廈社屋分佈位於澳門半島慕拉士大馬路、俾利喇街及黑沙環斜路之社會房屋。

## 歷史
原址本來陸軍球場，場內除擁有一個眞草足球場外，四周有泥沙地質的田徑跑道環繞，場邊亦設有軍人作體能及戰爭技術訓練的設備。主要供駐澳葡國軍隊，用以訓練軍人，或借予體育團體及學校練習及比賽之用。
1979年林茂塘木屋區大火，澳葡政府在望廈陸軍球場設置臨時收容所安置數千火災居民。數年後，收容所改建為望廈平民新邨，共有650個單位，可容納2,000人，當時房屋租金由澳門幣19至850圓不等。部分地段開闢為馬路，以延長俾利喇街，使之與慕拉士大馬路相連。
球場部分地段在1980年代建成望廈體育館，為澳門第一個公眾室內體育館。1993年，澳門理工學院體育暨運動高等學校遷入。
2006年，澳門特區政府將展開對望廈平民新邨的拆卸重建規劃，有關工程將分為兩階段進行。第一期項目六樓之平台將設置為花園式平台，同時也設有康體設施供居民休憩和健體。此外，根據規劃資料，第一、二期工程完成後，整個社會房屋屋邨的社會設施面積比現時的大，約為三倍，原望廈平民新邨住宅將遷往現時的望善樓繼續居住。
2010年3月，為配合望廈平民新邨重建，由於澳門聖保祿學校幼稚園部份位於原社屋設施內，當時澳門房屋局已提出遷往未來望廈社屋第一期的社會設施內但校方不接納。政府其後提出了兩個解決方案，一是要求政府批給鄰接現校址的一塊土地以增大其校園面積；二是要求在原址重建聖保祿學校以增加其學校使用空間。隨後政府接受校方第二方案建議。
2010年7月澳門政府宣布啟動望廈社屋二期的重建計劃，納望廈體育館入擴建計劃，並把它拆除。
2021年6月，望廈社屋二期建設正式完工，7月19日，望德樓正式落成，房屋局安排首批60戶合資格家團簽訂租賃合同，承租人隨即領取單位鎖匙入住獲分配的單位。
2024年7月29日，望信樓建造工程正式竣工。同年11月27日按序安排合資格社屋家團簽訂租賃合同及領取單位鎖匙和入伙。

## 樓宇分佈

### 望廈社屋重建第一期－望善樓
2006年，望廈平民新邨重建計劃第一期工程展開，總面積2,669平方米，為兩幢社會房屋大樓，共提供超過1,000個社會房屋單位，並設有社會服務、綠化休憩及公眾停車場等設施，當時工程預計興建最長為2年。在完成原望廈平民新邨調遷後將展開第二階段的拆卸重建工程。
2006年10月，該項目工程正式展開，首先對鄰近望廈新邨的一座空置廠房大廈進行拆卸，期間將加強維護及灑水措施，確保行人安全及防止沙塵的產生，工程將為期約一個月；隨後即展開樓宇的興建工程，屆時將採取地下開挖及其他適當的施工技術，盡量避免在噪音及環境素質方面帶來影響。按照原規劃，望廈第一期社會房屋由兩幢樓高54層以群樓層相連組成的樓宇，共提供1014個單位以及一系列的配套設施，造價約3億6千萬元，施工期720多天。後來經調整改為每幢的樓層數量將調減至45層，兩幢共提供984個單位。至於綠化休憩、公共社會設施、公共停車場，以及按建築及防火條例規定設置的避火層等配套設施將會繼續維持。新規劃的方案將在施工期及造價方面都有所縮減。按照規劃，每幢每層有12戶，每層住宅樓層均設有6部升降機，即平均2戶使用一部升降機。社會設施樓層則另有4部獨立升降機，供社團及公眾使用。
2008年5月28日至8月31日，建設發展辦公室批准望廈社屋一期重建項目施行特許時段施工。有關特許時段施工時間由5月28日起至2008年8月31日，星期一至星期六的特許時段由晚上8時至晚上10時；假日和星期天的特許時段由早上10時至晚上6時。
2008年9月17日，第一期重建工程受阻，承建商在現場發現了地下埋有十多支廢棄的方型混凝土樁，以致連續壁工程無法正常進行；承建商已隨即就此情況向建設發展辦公室通報，並不斷投入機械設備及人力資源追趕工期，惜部分廢棄樁埋於地下較深位置，未能即時清除。
為協助居民紓解住屋困難，澳門特區政府利用位於慕拉士大馬路一幅廠房地段興建一幢樓高33層，共提供308個T1一房單位、196個T2兩房單位及84個T3三房單位，合共588個社屋單位的望善樓。項目另設有三層地下停車場，提供101個輕型客車車位及321個電單車車位；此外，1至3樓將設有不同的社會設施，面積為7,918多平方米，四樓則為休憩花園，面積有 2,675 多平方米，設有綠化區和多項康體設施；。房屋局隨後舉行“望廈平民新邨租戶調遷說明會”，介紹調遷安排，包括更新資料及制定揀樓排序名單。
2010年7月起，原望廈平民新邨的544個社屋家團大部份將獲原區安置，惟因原區三房一廳的單位稍為不足，故部份家團需選擇其他區域新建的社屋，如筷子基社屋或青洲社屋。該年7月29日，望善樓項目建成並舉行落成典禮，當中公共停車場預計該年10月底試用，紓緩區內的泊車需求。
2011年2月24日起安排居民調遷工作。2月28日起安排租戶到房屋局簽署社屋租賃合同並派發所揀選單位的鎖匙，當時預計在3月底完成搬遷。
2011年3月25日，停車場正式對外開放，該停車場入口及出口均設於區神父街，共設有133個輕型汽車泊位及236個電單位泊位。

### 望廈社屋俾利喇街公屋項目－望賢樓
位於俾利喇街的望賢樓原址為望廈兵營，於2012年8月30日落成，樓高33層，地下為房屋局辦公室及舖位，1-2樓為停車場，共提供385個泊車位，3樓為平台花園，4至33樓為社屋，共提供346個T2兩房的社屋單位。建築結構方面，項目可提供約210個電單車泊車位和140個輕型汽車泊車位。考慮到車輛進出停車場的安排，電單車停車場出入口與輕型汽車停車場出入口會分開設置，電單車出入口位於大樓東側，輕型汽車的出入口則位於大樓西側，並預留車輛等候通道。大樓地面層是地舖、電單車停車場及輕型汽車停車場出入口；一樓及二樓是輕型汽車停車場；三樓是供住宅使用的平台及室內外活動場地；四樓以上則為住宅。
2008年11月，政府對面積約3,500平方米的舊望廈兵營進行拆卸及平整地台工作，工期約七十五天。由於俾利喇街舊望廈兵營地段地勢較高，與路面高度差約八米，部分沙泥有向後方空置地段傾瀉的危險。加上長期空置，基於安全理由及避免衍生環境衛生等問題，土地工務運輸局對該地段進行整治工作，工作主要包括拆卸兩層高建築物及平整約八米高的地台，使之地面高度與路面相符，有關石牆亦將會拆除，並在外圍加設圍網。
2009年5月11日，交通事務局對原舊望廈兵營空地進行改建為一座臨時停車場，擬提供約200個臨時輕型汽車及電單車泊位予公眾停泊。同時計劃對俾利喇街進行重整工程，包括擴闊行車道、取消路邊車位，以及改善交匯處轉彎位等。相關工程於2009年6月下旬完成，臨時停車場於2009年6月22日上午11時起正式對外開放，佔地約3,500平方米，除提供總長度約260米免費電單車泊位外，輕型汽車方面設有52個兩小時咪錶泊位和61個五小時咪錶，出入口設於俾利喇街往高士德大馬路方向。
2010年7月，俾利喇街公屋項目工程進行開標，共有35家公司競投該公屋工程項目，所提出的工程造價由1.72億至4.16億澳門元不等。有關開標工作結果有30家公司被接納；3家有條件被接納並於限期內必須補交所需文件；至於不被接納的公司有2家，原因分別是違反招標方案所規定的單價表述方式，和單價表欠缺其認別資料。
2010年10月14日，配合俾利喇街公屋工程展開，位於該地段的臨時停車場正式關閉，交通事務局於該地段周邊範圍內增設一定數量的臨時夜間泊車區，同時亦爭取盡快開放一些新建樓宇的公共停車場，回應公眾的泊車需求。期間“俾利喇街／新益”巴士站停用。施工單位於當天陸續進場，正式展開地盤圍板安裝工作，同時將現場的咪錶及交通標誌拆除，隨後將展開地基工程。
2012年4月19日，俾利喇街的公屋項目定性為社會房屋，正式命名為"望廈社屋－望賢樓"。總建築面積約32,200平方米，樓高32層，具住宅和公眾停車場等功能。
2012年8月6日，望賢樓公共停車場啟用，該停車場共有三層，地面層為電單車泊車區，提供242個重型及輕型電單車泊位；一樓和二樓為輕型汽車泊車區，提供141個輕型汽車泊車位及2個傷殘人士車輛專用泊位。
2013年3月8日，原 "俾利喇街/新益"站恢復使用，並更名為“望賢樓”站。

### 望廈社屋重建第二期 - 望德樓
2010年7月2日，澳門房屋局、土地工務運輸局、建設發展辦公室及體育發展局舉行聯合記者會，介紹望廈社屋二期的重建計劃。重建後的望廈社屋，樓高37層，由裙樓及兩座塔樓組成，將提供不少於750個單位。另外，地下三層會設有公共停車場，提供500個汽車泊位；亦在地面層設置公共巴士轉乘站。同時，望廈體育館會納入重建計劃，將一併拆卸重建，而重建後的望廈體育館面積會比現時大5倍。。
望廈社屋二期原址的租戶會由2010年9月開始陸續安排遷到新建的望廈社屋一期，而望廈社屋二期的重建工程將於租戶完成調遷後動工興建。
2011年3月18日，房屋局計劃於該年4月起啟動望廈社屋第二期重建工程的前期拆卸工作。
2011年4月，望廈社屋第二期重建工程啟動首階段的拆卸工作，但部分社會服務機構包括有托兒所、老人中心、社區中心、青年之家及兒童之家等需待望善樓1至3樓社會設施裝修工程完成後，隨即會進行搬遷，預計有關裝修工程於同年8月前完工。 
2011年6月，建設發展辦公室對望廈社會房屋建造工程第二期暨望廈體育館重建工程(地庫結構)進行公開招標。工程內容包括拆卸6棟舊樓宇及望廈體育館，建造兩棟樓高37層新社會房屋，當中包括三層地庫停車場、平台空中花園休憩區以及社會設施等。最長施工期為840日，其中體育館地庫結構不多於首270日。
2011年7月中旬，望廈社會房屋建造工程第二期暨望廈體育館重建工程(地庫結構)進行公開開標，共有16間公司遞交標書文件。經開標程序後，全部標書獲接納，但其中3間公司需要在限期內補交文件。工程造價由澳門幣685,453,030.66至796,125,000.00，工期由830天至840天。
2016年中，由於先後因地質問題令樁基礎施工時間增加、承建商要求修改方案、建商與分判商財務糾紛及訴訟等延誤，導致項目工程停止。政府早前表示會與承建商解約，讓工程重新招標動工。
2018年10月31日，澳門特別行政區終審法院裁定撤銷「望廈社會房屋建造工程—第二期暨望廈體育館重建工程」判給。同年11月13日，建設發展辦公室公布，已根據終審法院的裁判，要求承建單位 (振華海灣工程有限公司/成龍工程有限公司合作經營) 即時終止望廈社屋二期及體育館重建工程。
2019年2月1日，建設發展辦公室經重新評審合資格標書，將望廈社屋第二期及望廈體育館重建工程未施工部分判給中國建築工程 (澳門) 有限公司，造價為12.2億元，施工期限495個工作天。
2021年7月19日，望德樓正式落成，房屋局安排首批60戶合資格家團簽訂租賃合同，承租人隨即領取單位鎖匙入住獲分配的單位。項目樓高三十七層及地庫三層，分別提供256個T1及512個T2單位，T1單位面積35.92平方米，T2單位面積42.36至45.48平方米。

### 過去樓宇
| 重建前的望廈社屋 | 重建前的望廈社屋 | 重建前的望廈社屋 | 重建前的望廈社屋 | 重建前的望廈社屋        | 重建前的望廈社屋             | 重建前的望廈社屋 | 重建前的望廈社屋 |
| 樓宇名稱（座號） | 樓宇類型         | 落成年份         | 拆卸日期         | 承建商                  | 重建後原地所屬的樓宇及道路   | 備註             | 安置社屋         |
| ---------------- | ---------------- | ---------------- | ---------------- | ----------------------- | ---------------------------- | ---------------- | ---------------- |
| 望廈平民新邨     | 5層高社會房屋    | 1988年           | 2010年           | 望廈社屋-望德樓、望善街 | 澳門首個最大型的社會房屋屋邨 | 望廈社屋-望賢樓  |                  |

## 配套設施
2010年12月17日，特區政府對望廈社會房屋第一期社會設施裝修工程進行開標，共有21間公司遞交標書文件。工程不設底價，最長施工期為150天。經開標程序後，全部標書獲接納，但其中1間公司需要在限期內補交文件。工程造價由澳門幣37,684,699.00至47,368,635.05，工期由110天至150天。社會設施分佈在望善樓一樓至三樓，三層總面積約7000平方米，主要是把三層的平面分間成多個獨立用途的空間，作為現時望廈新村內社會設施的新選址。當中包括郵政分局、圖書館、老人中心、托兒所、社區中心及勞工事務局職業培訓場地等，有關工程於2011年第一季啟動。
2011年7月下旬，望善樓社會設施裝修工程即將完工。
2021年7月，望廈社屋二期望德樓正式建成入伙，配套設施方面，地面層設有巴士總站及16個商鋪，附設三層地庫公共停車場，提供約450個輕型汽車及約240個電單車的泊位；群樓一樓至三樓為社會設施，分別為托兒所、社會服務設施、家庭及社區綜合服務中心及殘疾人士住宿及綜合服務中心，以及環保加FUN站；四樓為住戶使用的平台花園，內設康體設施及休憩小區，作乘涼和休息，大堂出入口設有無障礙通道、平台花園亦設有導盲磚等。

### 政府設施
- 澳門郵政─望廈郵政分局：位於望善樓一樓C1，於2012年1月3日重開[40]。2023年6月19日，新望廈郵政分局遷往望德樓地下H舖， I舖及J舖，與位於祐漢新邨第一街37號的黑沙環郵政分局合併，原黑沙環郵政分局於2023年6月17日起終止服務[41]。
- 勞工事務局職業培訓廳望廈辦事處：位於望善樓二樓[42][43]。
- 望廈圖書館（新館）：位於望善樓三樓，2011年11月16日以試行方式開放[44]；於2011年12月9日正式重開[45]。
- 環保加Fun站：位於望德樓一樓D，於2022年4月22日啟用[46]。
- 新城A區經屋示範單位、長者公寓及暫住房示範單位展示區：位於望德樓三樓，由房屋局、社會工作局及澳門都市更新股份有限公司共同管理，於2021年7月13日起開放預約參觀[47][48]。

### 社會機構設施
- 澳門工會聯合總會望廈托兒所 （页面存档备份，存于）
- 澳門街坊會聯合總會小海鷗托兒所[49][50]
- 澳門明愛華暉康復綜合服務中心 （页面存档备份，存于）
- 澳門婦女聯合總會北區家庭服務中心 （页面存档备份，存于）[51]

### 平台花園
望德樓平台花園（Plataforma ajardinada do Edifício Mong Tak），位於慕拉士大馬路望廈社屋望德樓二樓，佔地面積約為3,000平方米，於2022年8月啟用。
2022年8月，市政署完成望廈社屋二樓的望德樓平台花園優化工程，近日對外開放。該平台花園位於慕拉士大馬路望廈社屋內，開放時間為08:00-22:00，內部設有兒童遊樂設施、健身設施、公共洗手間、涼亭、休閒長椅及可供下棋的桌椅等，適合不同年齡人士使用。

## 交通資訊

### 鄰近公共交通運輸總站
M32 望廈總站（Mong Há / Terminal）
路線：27、MT3

### 鄰近公共交通運輸中途站

#### 望善樓
M35 慕拉士馬路／望善樓（Av. Venc. Morais／Edf. Mong Sin）
路線：1A、2、6A、10、28B、29、34、H2
M36 慕拉士巷（Trav. Venc. Morais）
路線：1A、2、6A、10、18A、28B、29、30、34、H2

#### 望德樓
M33 俾利喇／望德樓（Xavier Pereira / Edf. Mong Tak）
路線：7、12、19、22

#### 望賢樓
M38 望賢樓（Edf. Mong In）
路線：7、12、19、22
M39 澳廣視（TDM）
路線：8、12、18A、19、22

## 事件

### 望善樓內部公共部分牆身瓷磚剝落事件
2012年12月底，建設發展辦公室知悉部分地方出現瓷磚谷拱情況，當時已立即責成承建單位進行剥除處理，以確保居民出入安全。事件的發生原因，初步確定為瓷磚因溫度變化引致冷縮熱脹出現谷拱，建設辦已責成承建單位進行分層檢查及剝除有剝落傾向的部分，同時已制定了長遠的修復方案，並預計於2013年元旦後全面展開修復工作。根據現場情況，初步確定瓷磚谷拱原因為溫度變化引致的材料冷縮熱脹，目前建設辦與承建單位已制定了長遠的修復方案，包括分層檢查及評估牆身瓷磚狀況、使用瓷磚膠以增加粘結靭性及增加瓷磚墻體上部伸縮空間等。

## 鄰近建築
- 望廈社屋：望賢樓及望廈社屋二期
- 新益花園
- 信譽名門
- 澳門聖保祿學校